# Розвідувальний батальйон

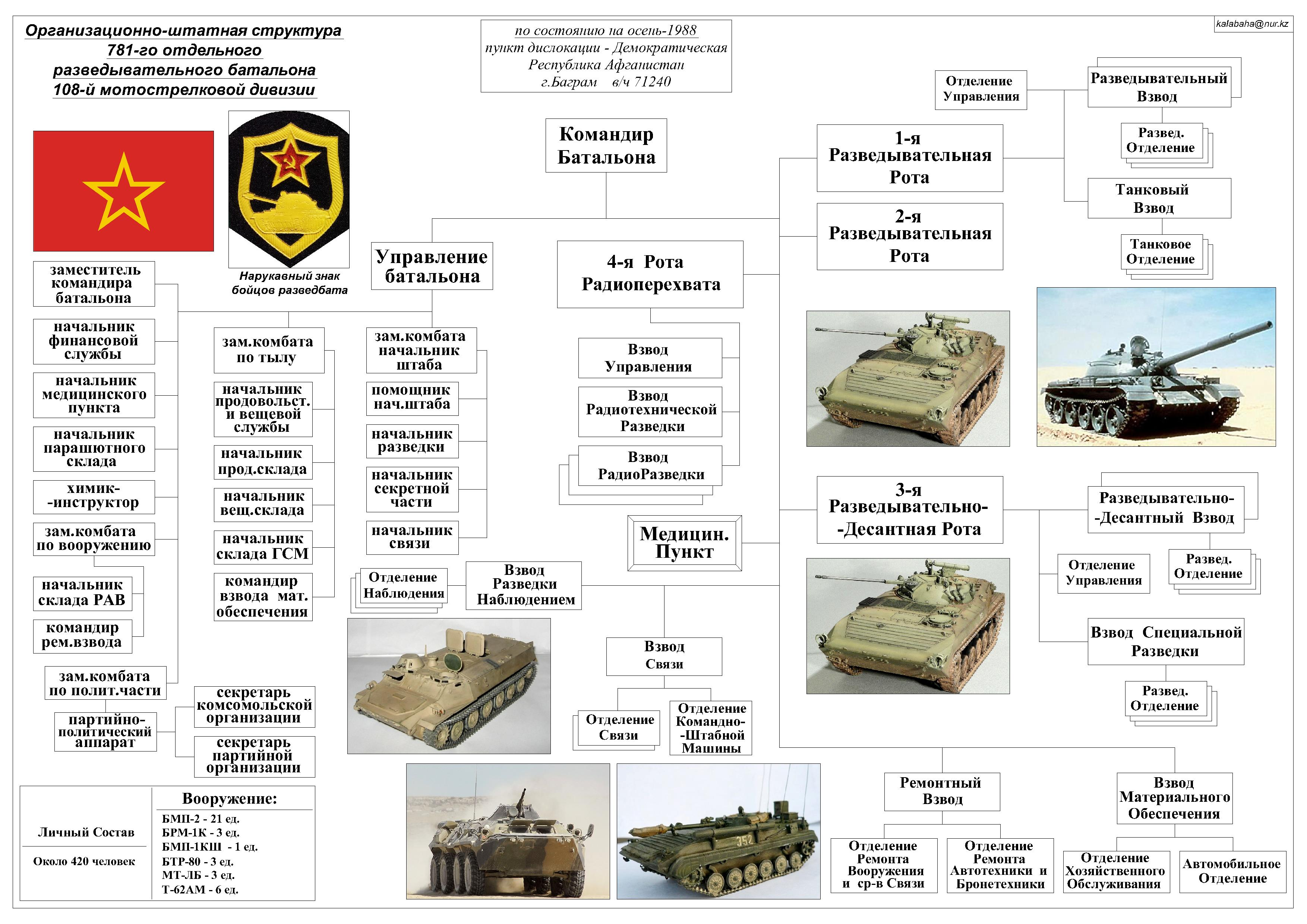
Організаційно-штатна структура 781-го окремого розвідувального батальйону Російської армії

Стандартне позначення батальйону в НАТО

Розвідувальний батальйон — основний тактичний підрозділ у розвідувальних військах та частинах інших родів військ сухопутних військ, що входить до складу дивізії, корпусу.
Розвідувальний батальйон може бути окремою військовою частиною.
Структура розвідувального батальйону механізованої (танкової) дивізії Радянської армії (1970-1980-ті):
- управління батальйону
- штаб батальйону
- танкова розвідувальна рота (на ПТ-76)
- розвідувальна рота (на БРДМ)
- рота глибинної розвідки
- взвод зв'язку
- підрозділи матеріально-технічного забезпечення
- медично-санітарний взвод